# 艾伦·桑德奇
艾伦·桑德奇（英語：Allan Sandage，1926年6月18日—2010年11月13日），美国天文学家。桑德奇主要致力于对造父变星的精确观测，用来确定哈勃常数。

## 生平
1926年6月18日桑德奇出生在爱荷华州爱荷华市，1953年在加州理工学院获得博士学位。曾担任埃德温·哈勃的助手。

## 奖项和荣誉
1967年獲得英國皇家天文學會金質獎章，1970年获得美国国家科学奖章，1972年獲得亨利·諾利斯·羅素講座，1975年获得太平洋天文学会布鲁斯奖，1991年获得克拉福德奖。